# Mistrzostwa Świata w Piłce Nożnej 2018 (eliminacje)
W eliminacjach do mistrzostw świata 2018 uczestniczyło 210 reprezentacji. Reprezentacja Rosji jako gospodarz turnieju awansowała bez eliminacji. 

## Strefy kontynentalne

### Europa (UEFA)
- Grupa A –  Francja.  Szwecja zapewniła sobie udział w barażach kontynentalnych.
- Grupa B –  Portugalia.  Szwajcaria zapewniła sobie udział w barażach kontynentalnych.
- Grupa C –  Niemcy.  Irlandia Północna zapewniła sobie udział w barażach kontynentalnych.
- Grupa D –  Serbia.  Irlandia zapewniła sobie udział w barażach kontynentalnych.
- Grupa E –  Polska.  Dania zapewniła sobie udział w barażach kontynentalnych.
- Grupa F –  Anglia
- Grupa G –  Hiszpania.  Włochy zapewniły sobie udział w barażach kontynentalnych.
- Grupa H –  Belgia.  Grecja zapewniła sobie udział w barażach kontynentalnych.
- Grupa I –  Islandia.  Chorwacja zapewniła sobie udział w barażach kontynentalnych.

Po barażach awansowali:  Chorwacja,  Dania,  Szwajcaria i  Szwecja.

### Azja (AFC)
- Grupa 1 –  Iran,  Korea Południowa.  Syria awansuje do baraży
- Grupa 2 –  Japonia,  Arabia Saudyjska.  Australia awansuje do baraży

Baraże:  Australia awansowała po wygranej z Syrią do baraży interkontynentalnych

### Ameryka Południowa (CONMEBOL)
- Brazylia,  Urugwaj,  Argentyna,  Kolumbia.  Peru awansuje do baraży interkontynentalnych.

### Ameryka Północna (CONCACAF)
- Meksyk,  Kostaryka,  Panama.  Honduras awansuje do baraży interkontynentalnych.

### Afryka (CAF)
- Grupa A –  Tunezja
- Grupa B –  Nigeria
- Grupa C –  Maroko
- Grupa D –  Senegal
- Grupa E –  Egipt

### Oceania (OFC)
- Nowa Zelandia wygrała eliminacje strefy OFC i awansowała do baraży interkontynentalnych.

## Baraże interkontynentalne

### CONCACAF – AFC
| Drużyna 1                            | Wynik dwumeczu | Drużyna 2 | Pierwszy mecz | Drugi mecz |
| ------------------------------------ | -------------- | --------- | ------------- | ---------- |
| Honduras                             | 1:3            | Australia | 0:0           | 1:3        |
| Po lewej gospodarz pierwszego meczu. |                |           |               |            |

### OFC – CONMEBOL
| Drużyna 1                            | Wynik dwumeczu | Drużyna 2 | Pierwszy mecz | Drugi mecz |
| ------------------------------------ | -------------- | --------- | ------------- | ---------- |
| Nowa Zelandia                        | 0:2            | Peru      | 0:0           | 0:2        |
| Po lewej gospodarz pierwszego meczu. |                |           |               |            |

### Zakwalifikowane drużyny

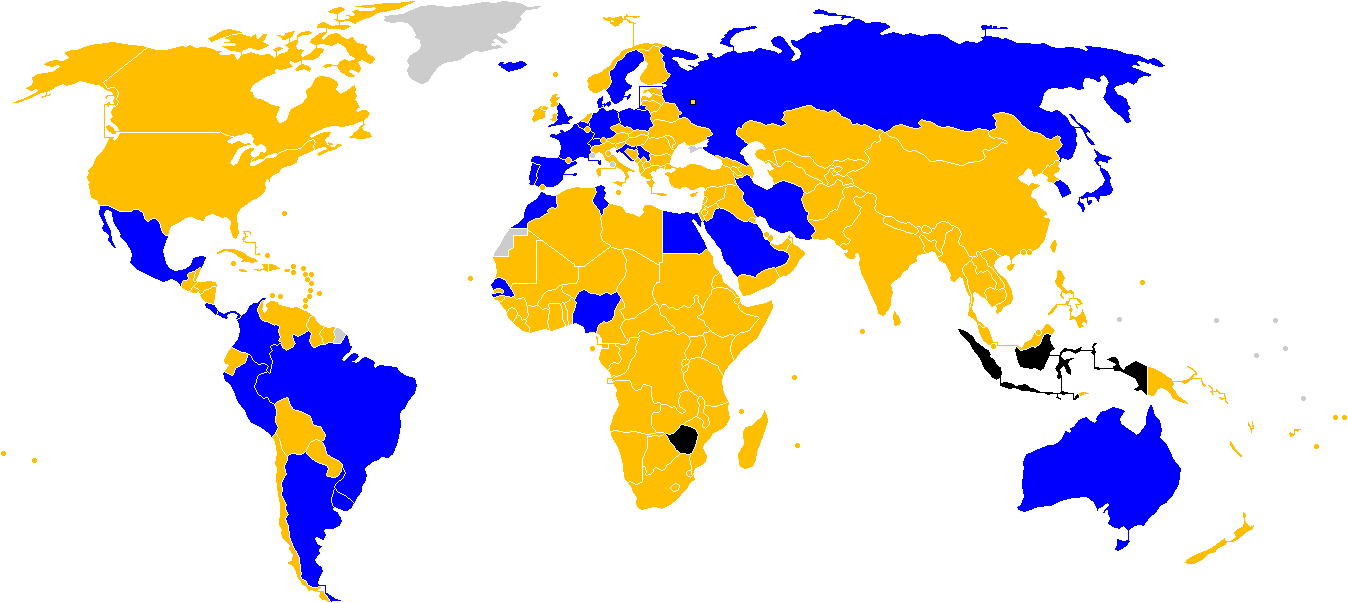
Kraje zakwalifikowane do finałów Mistrzostw Świata
Kraje niezakwalifikowane do finałów Mistrzostw Świata
Kraje, które nie brały udziału w kwalifikacjach
Kraje nie będące członkami FIFA

Kraje zakwalifikowane do finałów Mistrzostw Świata
     Kraje niezakwalifikowane do finałów Mistrzostw Świata
     Kraje, które nie brały udziału w kwalifikacjach
     Kraje nie będące członkami FIFA